# بق دقيقي أسترالي
البق الدقيقي الأسترالي (الاسم العلمي Icerya purchasi)، حشرة مستديرة الشكل من فصيلة القشريات العملاقة، تتغذى على أكثر من 50 فصيلة من النباتات الخشبية، على الأخص الحمضيات والبيتوسبوروم.